# دومینیک بونا
دومینیک بونا (فرانسوی: Dominique Bona‎؛ ۲۹ ژوئیهٔ ۱۹۵۳ –) نویسنده اهل فرانسه است.
دومینیک در آوریل ۲۰۱۳ به عنوان عضو فرهنگستان فرانسه انتخاب شد.
وی همچنین برندهٔ جوایزی همچون جایزه رنودو، جایزه انترالیه، و لژیون دونور (شوالیه) شده است.